# Естественно-научный институт имени П. Ф. Лесгафта
Естественно-научный институт имени П. Ф. Лесгафта (1893—1957) ‒ научно-исследовательское учреждение широкого профиля, «Вольная школа науки и просвещения».

## История

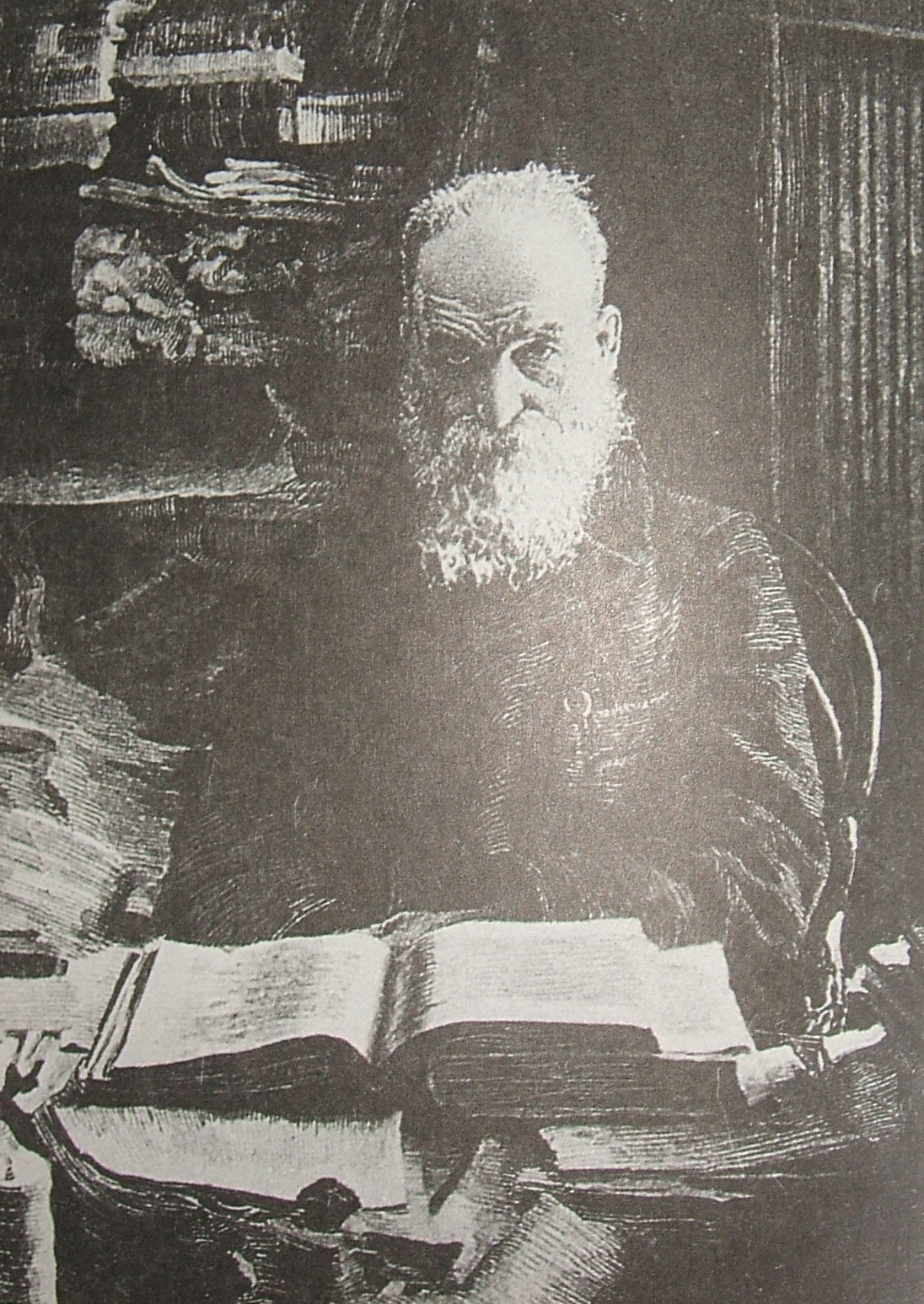
П. Ф. Лесгафт

Назван в честь его основателя и первого руководителя Петра Францевича Лесгафта.
Официальные названия по году переименования:
- 1893 — Санкт-петербургская биологическая лаборатория
- 1909 — Биологическая лаборатория имени Лесгафта
- 1918 — Научный институт имени П. Ф. Лесгафта
- 19[уточнить] — Естественно-научный институт имени П. Ф. Лесгафта.

После 1918 года подчинялся Народному комиссариату просвещения.

## Структура
- Физиологическое отделение (зав. проф. Л. А. Орбели, сотрудники — Тетяева, Глаголева, Крестовников, Тонких, Лейбсон, Лебединский, Нехорошев)
- Отделение физиологической химии (зав. проф. Н. В. Весёлкин)
- Микробиологическое отделение (зав. проф. Г. Л. Селибер)[2]
- Отделение физиологии растений (зав. акад. В. Н. Любименко)[3]
- Отделение морфологии человека (зав. проф. С. И. Лебёдкин)[4] с анатомическим музеем
- Гистологическое отделение (зав. проф. А. А. Заварзин)[5], возникло в 1929 г. как подотдел анатомической лаборатории
- Отделение сравнительной морфологии и экологии (зав. проф. К. М. Дерюгин)[6]
- Музей института, основанный П. Ф. Лесгафтом в 1893, состоял из двух главных больших отделов, занимающих по одному этажу здания: сравнительной морфологии и экологической морфологии
- Физико-химическое отделение (зав. проф. И. И. Жуков)[7], основано в 1923 г. проф. М. С. Вревский
- Астрофизическое отделение основано в 1919 г. (зав. проф. Г. А. Тихов)
- Отделение прикладной астрономии (зав. акад. Н. А. Морозов).